# Baljuwschap Blois (bij Gouda)
De naam baljuwschap Blois was van toepassing op twee gebieden in het voormalige graafschap Holland. Zie ook Baljuwschap Blois (bij Beverwijk)
Oorspronkelijk maakten ook de steden Schoonhoven en Gouda deel uit van de landen van Blois. De hoofdresidentie van de graven was Schoonhoven. Na de hereniging met Holland bestond het land uit de volgende ambachtsheerlijkheden:
1. Vlist en Bonrepas
2. een klein deel van Stolwijk (de rest maakte deel uit van het baljuwschap Zuid-Holland)
3. een klein deel van 's-Heeraartsberg (de rest maakte deel uit van de hoge heerlijkheid Bergambacht, 's-Heeraartsberg en Ammerstol)

Het kleine baljuwschap werd gecombineerd uitgeoefend: Baljuw van Schoonhoven, Haastrecht en de Landen van Blois.

## Heren van Gouda & Schoonhoven
| Naam                                           | Functie                                                                     | Periode             | Afbeelding |
| ---------------------------------------------- | --------------------------------------------------------------------------- | ------------------- | ---------- |
| Diederik Van der Goude                         | (alleen) heer van Gouda                                                     | - 1272              |            |
| Jan van der Lede & Hugo Botter van Schoonhoven | stichter van een kasteel te Schoonhoven. veerdienst te Schoonhoven bezitter | - 1272 circa 1272   |            |
| Nicolaas van Kats sr.                          | heer van Gouda en Schoonhoven                                               | 1272-1293           |            |
| Nicolaas van Kats jr.                          | burggraaf van Gouda en Schoonhoven                                          | 1293-               |            |
| Hendrik van Kats                               | burggraaf van Gouda en Schoonhoven                                          | 1300 -1306          |            |
| Jan van Beaumont                               | heer van Gouda en Schoonhoven                                               | aug 1306-maart 1352 |            |
| Jan II van Blois                               | heer van Gouda en Schoonhoven                                               | maart 1352- 1381    |            |
| Gwijde II van Blois                            | heer van Gouda en Schoonhoven                                               | 1381-1391           |            |

Met de stichting van de Bataafse Republiek in 1795 kwam er einde aan beide baljuwschappen.